# Fidżi na igrzyskach Wspólnoty Narodów
Fidżi wystartowało po raz pierwszy na igrzyskach Wspólnoty Narodów w 1938 roku na igrzyskach w Sydney i od tamtej pory reprezentacja wystartowała na wszystkich igrzyskach do 1986 roku. Dwie kolejne edycje zawodów, w Auckland (1990) i w Victorii (1994), odbyły się bez udziału Fidżi, co było skutkiem zawieszenia kraju w prawach członka Wspólnoty. Reprezentacja powróciła do rozgrywek w 1998 roku i startowała do 2006 roku. Na igrzyskach w Nowym Delhi w 2010 roku ponownie zabrakło reprezentacji Fidżi, także z powodu zawieszenia. Najwięcej medali (5) Fidżi zdobyło w 1950 roku podczas igrzysk w Auckland.

## Klasyfikacja medalowa
| Igrzyska          | Złoto | Srebro | Brąz | Razem |
| ----------------- | ----- | ------ | ---- | ----- |
| 1938 Sydney       | 0     | 0      | 0    | 0     |
| 1950 Auckland     | 1     | 2      | 2    | 5     |
| 1954 Vancouver    | 0     | 0      | 0    | 0     |
| 1958 Cardiff      | 0     | 0      | 0    | 0     |
| 1962 Perth        | 0     | 0      | 2    | 2     |
| 1966 Kingston     | 0     | 0      | 0    | 0     |
| 1970 Edynburg     | 0     | 0      | 1    | 1     |
| 1974 Christchurch | 0     | 0      | 0    | 0     |
| 1978 Edmonton     | 0     | 0      | 0    | 0     |
| 1982 Brisbane     | 1     | 0      | 0    | 1     |
| 1986 Edynburg     | 0     | 0      | 0    | 0     |
| 1998 Kuala Lumpur | 0     | 1      | 0    | 1     |
| 2002 Manchester   | 1     | 1      | 1    | 3     |
| 2006 Melbourne    | 0     | 0      | 1    | 1     |
| Razem             | 3     | 4      | 7    | 14    |

### Według dyscyplin
| Dyscyplina    | Złoto | Srebro | Brąz | Razem |
| ------------- | ----- | ------ | ---- | ----- |
| Lekkoatletyka | 1     | 2      | 1    | 4     |
| Boks          | 1     | -      | 2    | 3     |
| Judo          | 1     | -      | 1    | 1     |
| Rugby 7       | -     | 2      | 1    | 3     |